# Spiczyn (gromada)
Spiczyn – dawna gromada, czyli najmniejsza jednostka podziału terytorialnego Polskiej Rzeczypospolitej Ludowej w latach 1954–1972.
Gromady, z gromadzkimi radami narodowymi (GRN) jako organami władzy najniższego stopnia na wsi, funkcjonowały od reformy reorganizującej administrację wiejską przeprowadzonej jesienią 1954 do momentu ich zniesienia z dniem 1 stycznia 1973, tym samym wypierając organizację gminną w latach 1954–1972.
Gromadę Spiczyn z siedzibą GRN w Spiczynie utworzono – jako jedną z 8759 gromad na obszarze Polski – w powiecie lubartowskim w woj. lubelskim na mocy uchwały nr 11 WRN w Lublinie z dnia 5 października 1954. W skład jednostki weszły obszary dotychczasowych gromad Spiczyn, Charlęż, Jawidz, Ludwików, Kijany, Kijany Kościelne i Stawek ze zniesionej gminy Spiczyn w tymże powiecie. Dla gromady ustalono 27 członków gromadzkiej rady narodowej.
1 stycznia 1962 do gromady Spiczyn włączono obszar zniesionej gromady Zawieprzyce oraz kolonię Ziółków i kolonię Ziółków nr 1 ze zniesionej gromady Zezulin w tymże powiecie.
Gromada przetrwała do końca 1972 roku, czyli do kolejnej reformy gminnej. 1 stycznia 1973 w powiecie lubartowskim reaktywowano gminę Spiczyn (od 1999 gmina Spiczyn znajduje się w powiecie łęczyńskim w woj. lubelskim).